# Neustädtisches Rathaus (Schwerin)

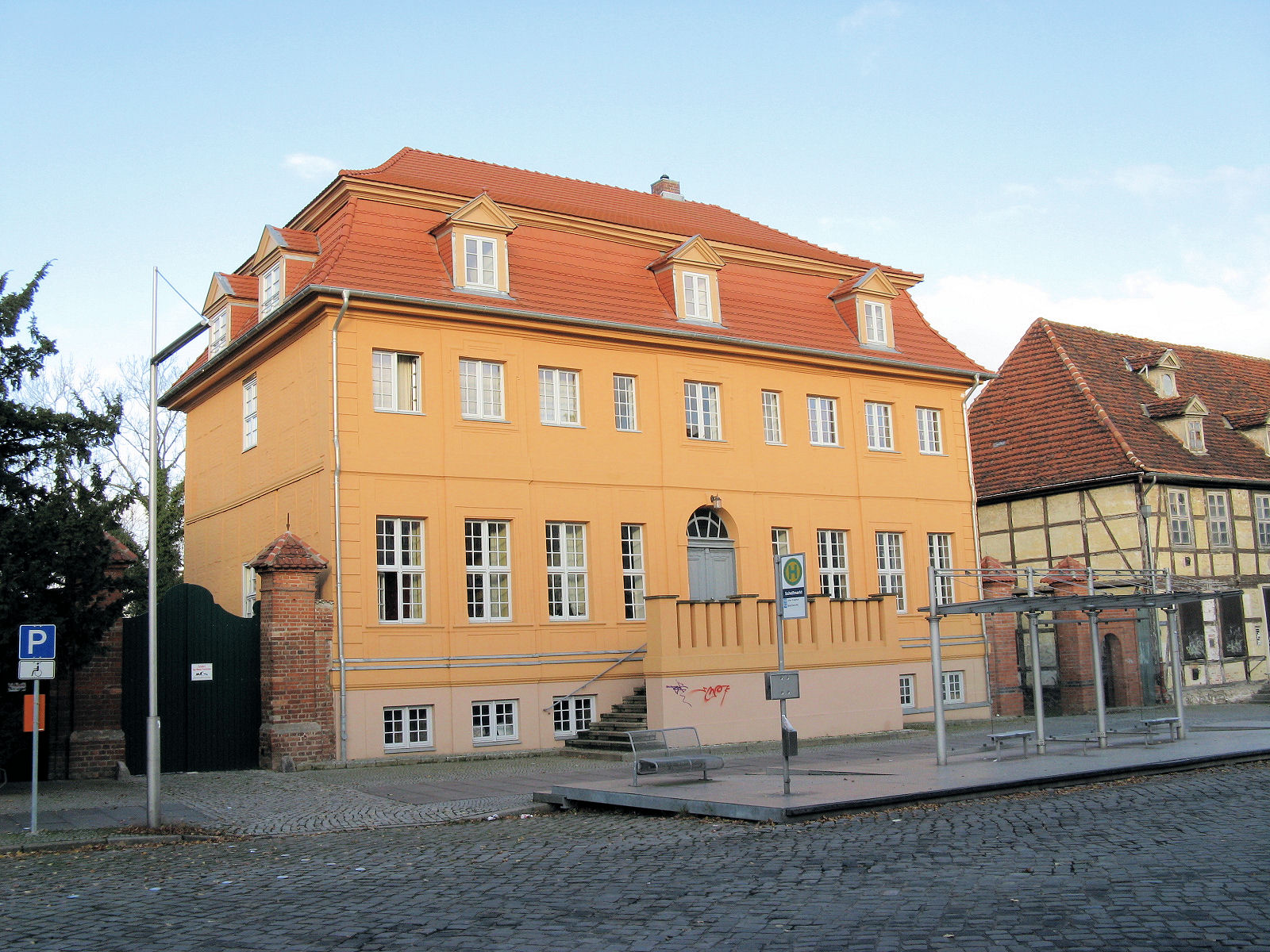
Neustädtisches Rathaus in der Schweriner Schelfstadt

Das Neustädtische Rathaus ist ein historisches und repräsentatives Gebäude in der Schweriner Schelfstadt und war bis 1832 Verwaltungssitz der bis dahin eigenständigen Neustadt (Schelfe). Es wird seit 2005 als Wohnhaus genutzt.

## Geschichte
1705 wurde die Schelfe durch den Herzog zur eigenständigen Stadt ernannt. Durch Bestrebungen, Handwerker und Kaufleute anzusiedeln, begann die planmäßige Bebauung, unter anderem wurde die Schelfkirche St. Nikolai nach Abriss eines sturmgeschädigten Vorgängerbaus neu errichtet.
Das Neustädtische Rathaus entstand um 1740 am heutigen Schelfmarkt, der in Zeichnungen von 1747, in denen das Gebäude bereits mit weitreichendem Garten ausgewiesen ist, noch „das große Markt“ genannt wurde. Nachdem die Schelfe 1769 ihre eigene Verfassung erhalten hatte, erwarb das Stadtgericht das so bezeichnete „Lehmannsche Wohnhaus“ im Jahr 1776. In der Folge wurde es zu einem repräsentativen Rathaus umgebaut. Wahrscheinlich unter Bauleitung von Johann Joachim Busch entstand ein Putzbau mit Freitreppe, hoch gelegenem Portal und Mansarddach.
Bis zur Vereinigung der Schweriner Altstadt mit der Neustadt im Jahr 1832 war das Rathaus Sitz des Stadtrichters (Bürgermeisters). Danach erfolgten unterschiedliche Nutzungen. So war es seit Anfang des 20. Jahrhunderts bis 1998 Sitz des Stadtbauamtes. Auch der Liegenschaftsdienst hatte hier seinen Sitz. Nach dem Verkauf des Neustädtischen Rathauses durch die Stadt wurde es 2005 zu einem Wohnhaus umgebaut. Bei den Sanierungsarbeiten wurden Pläne zu einem beabsichtigten Stadtumbau Schwerins aus dem Jahr 1939 gefunden.